# Cristina Stahl
Cristina Stahl (Bucarest, 9 aprile 1978) è una schermitrice rumena, specializzata nel fioretto. Ha vinto due medaglie d'argento e due di bronzo ai Campionati mondiali di scherma.

## Biografia
È figlia della schermitrice Ecaterina Iencic-Stahl.

## Palmarès
In carriera ha conseguito i seguenti risultati:
- Mondiali

Lisbona 2002: bronzo nel fioretto a squadre.
L'Avana 2003: bronzo nel fioretto a squadre.
New York 2004: argento nel fioretto a squadre.
Lipsia 2005: argento nel fioretto a squadre.
- Europei

Coblenza 2001: bronzo nel fioretto a squadre.
Copenaghen 2004: oro nel fioretto a squadre.
Zalaegerszeg 2005: bronzo nel fioretto a squadre.
Smirne 2006: argento nel fioretto a squadre.